# Seznam dílů seriálu V těle boubelky
Toto je seznam dílů seriálu V těle boubelky.

## Přehled řad
| Řada | Díly | Premiéra v USA    | Premiéra v USA    | Premiéra v ČR | Premiéra v ČR |
| Řada | Díly | První díl         | Poslední díl      | První díl     | Poslední díl  |
| ---- | ---- | ----------------- | ----------------- | ------------- | ------------- |
| 1    | 13   | 12. července 2009 | 11. října 2009    | vysíláno      | vysíláno      |
| 2    | 13   | 6. června 2010    | 29. srpna 2010    | vysíláno      | vysíláno      |
| 3    | 13   | 19. června 2011   | 25. září 2011     | vysíláno      | vysíláno      |
| 4    | 13   | 3. června 2012    | 9. září 2012      | vysíláno      | vysíláno      |
| 5    | 13   | 23. června 2013   | 3. listopadu 2013 | vysíláno      | vysíláno      |
| 6    | 13   | 23. března 2014   | 22. června 2014   | vysíláno      | vysíláno      |

## Seznam dílů

### První řada (2009)
| Č. v seriálu | Č. v řadě | Původní název      | Český název                   | Režie             | Scénář                           | Premiéra v USA    | Premiéra v ČR |
| ------------ | --------- | ------------------ | ----------------------------- | ----------------- | -------------------------------- | ----------------- | ------------- |
| 1            | 1         | Pilot              |                               | James Hayman      | Josh Berman                      | 12. července 2009 | vysíláno      |
| 2            | 2         | The F Word         | Slovíčko na T                 | Ron Underwood     | Carla Kettner a Josh Berman      | 19. července 2009 | vysíláno      |
| 3            | 3         | Do Over            | Udělat znovu                  | Michael Lange     | Alex Taub                        | 26. července 2009 | vysíláno      |
| 4            | 4         | The Chinese Wall   | Čínská zeď                    | Lawrence Trilling | Thania St. John                  | 2. srpna 2009     | vysíláno      |
| 5            | 5         | Lost and Found     | Ztracené a nalezené           | David Petrarca    | Jeanette Collins a Mimi Friedman | 9. srpna 2009     | vysíláno      |
| 6            | 6         | Second Chances     | Druhé šance                   | Michael Schultz   | Jeffrey Lippman                  | 16. srpna 2009    | vysíláno      |
| 7            | 7         | The Magic Bullet   | Kouzelné řešení               | Jamie Babbit      | Shawn Schepps                    | 23. srpna 2009    | vysíláno      |
| 8            | 8         | Crazy              | Blázen                        | Melanie Mayron    | Maurissa Tancharoen              | 30. srpna 2009    | vysíláno      |
| 9            | 9         | The Dress          | Ty šaty                       | David Petrarca    | Josh Berman                      | 13. září 2009     | vysíláno      |
| 10           | 10        | Make Me a Match    | Dohoď mi někoho               | Matt Hastings     | Thania St. John                  | 20. září 2009     | vysíláno      |
| 11           | 11        | What If            | Co kdyby?                     | Bethany Rooney    | Jeanette Collins a Mimi Friedman | 27. září 2009     | vysíláno      |
| 12           | 12        | Dead Model Walking | Pozor, prochází mrtvá modelka | Ron Underwood     | Amy Engelberg a Wendy Engelberg  | 4. října 2009     | vysíláno      |
| 13           | 13        | Grayson's Anatomy  | Graysonova anatomie           | David Petrarca    | Alex Taub a Jeffrey Lippman      | 11. října 2009    | vysíláno      |

### Druhá řada (2010)
| Č. v seriálu | Č. v řadě | Původní název         | Český název          | Režie            | Scénář                           | Premiéra v USA    | Premiéra v ČR |
| ------------ | --------- | --------------------- | -------------------- | ---------------- | -------------------------------- | ----------------- | ------------- |
| 14           | 1         | Would I Lie to You?   | Lhala bych ti snad?  | Michael Lange    | Josh Berman                      | 6. června 2010    | vysíláno      |
| 15           | 2         | Back From the Dead    | Zmrtvýchvstání       | Melanie Mayron   | Alex Taub                        | 13. června 2010   | vysíláno      |
| 16           | 3         | The Long Road to Napa | Dlouhý výlet do Napy | Jamie Babbit     | Jeremy Littman a Morgan Gendel   | 20. června 2010   | vysíláno      |
| 17           | 4         | Home Away From Home   |                      | Kevin Dowling    | Jeffrey Lippman                  | 27. června 2010   | vysíláno      |
| 18           | 5         | Senti-Mental Journey  |                      | Rick Rosenthal   | Jeanette Collins a Mimi Friedman | 11. července 2010 | vysíláno      |
| 19           | 6         | Begin Again           |                      | Michael Lange    | David Feige                      | 18. července 2010 | vysíláno      |
| 20           | 7         | A Mother's Secret     |                      | Arlene Sanford   | Josh Berman                      | 25. července 2010 | vysíláno      |
| 21           | 8         | Queen of Mean         |                      | Michael Grossman | Amy Engelberg a Wendy Engelberg  | 1. srpna 2010     | vysíláno      |
| 22           | 9         | Last Year's Model     |                      | Jamie Babbit     | Jeffrey Lippman a Alex Taub      | 8. srpna 2010     | vysíláno      |
| 23           | 10        | Will & Grayson        |                      | David Warren     | Jeremy Littman a Morgan Gendel   | 15. srpna 2010    | vysíláno      |
| 24           | 11        | Good Grief            |                      | Bethany Rooney   | Jeanette Collins a Mimi Friedman | 22. srpna 2010    | vysíláno      |
| 25           | 12        | Bad Girls             |                      | John Terlesky    | Amy Engelberg a Wendy Engelberg  | 29. srpna 2010    | vysíláno      |
| 26           | 13        | Freeze The Day        |                      | Michael Lange    | Alex Taub a Jeffrey Lippman      | 29. srpna 2010    | vysíláno      |

### Třetí řada (2011)
| Č. v seriálu | Č. v řadě | Původní název     | Český název | Režie            | Scénář                                      | Premiéra v USA    | Premiéra v ČR |
| ------------ | --------- | ----------------- | ----------- | ---------------- | ------------------------------------------- | ----------------- | ------------- |
| 27           | 1         | Hit and Run       |             | Jamie Babbits    | Josh Berman                                 | 19. června 2011   | vysíláno      |
| 28           | 2         | False Alarm       |             | Michael Grossman | Alex Taub                                   | 26. června 2011   | vysíláno      |
| 29           | 3         | Dream Big         |             | Martha Coolidge  | Rob Wright                                  | 10. července 2011 | vysíláno      |
| 30           | 4         | The Wedding       |             | Kevin Hooks      | Sandy Isaac                                 | 17. července 2011 | vysíláno      |
| 31           | 5         | Prom              |             | Jamie Babbit     | Sarah McLaughlin                            | 24. července 2011 | vysíláno      |
| 32           | 6         | Closure           |             | Michael Grossman | William N. Fordes                           | 31. července 2011 | vysíláno      |
| 33           | 7         | Mothers Day       |             | Kevin Hooks      | Jeffrey Lippman                             | 7. srpna 2011     | vysíláno      |
| 34           | 8         | He Said, She Said |             | Tim Matheson     | Amy Engelberg a Wendy Engelberg             | 14. srpna 2011    | vysíláno      |
| 35           | 9         | You Bet Your Life |             | Dwight Little    | Rob Wright                                  | 21. srpna 2011    | vysíláno      |
| 36           | 10        | Toxic             |             | Michael Schultz  | Sandy Isaac a Sarah McLaughlin              | 28. srpna 2011    | vysíláno      |
| 37           | 11        | Ah Men            |             | Robert J. Wilson | Adam R. Perlman                             | 4. září 2011      | vysíláno      |
| 38           | 12        | Bride-a-Palooza   |             | Michael Grossman | Amy and Wendy Engelberg a William N. Fordes | 18. září 2011     | vysíláno      |
| 39           | 13        | Change of Heart   |             | Jamie Babbit     | Jeffrey Lippman a Alex Taub                 | 25. září 2011     | vysíláno      |

### Čtvrtá řada (2012)
| Č. v seriálu | Č. v řadě | Původní název          | Český název | Režie            | Scénář                                             | Premiéra v USA    | Premiéra v ČR |
| ------------ | --------- | ---------------------- | ----------- | ---------------- | -------------------------------------------------- | ----------------- | ------------- |
| 40           | 1         | Welcome Back           |             | Michael Grossman | Josh Berman                                        | 3. června 2012    | vysíláno      |
| 41           | 2         | Home                   |             | Dwight Little    | Alex Taub                                          | 10. června 2012   | vysíláno      |
| 42           | 3         | Freak Show             |             | John Murray      | Rob Wright                                         | 17. června 2012   | vysíláno      |
| 43           | 4         | Winning Ugly           |             | Jamie Babbit     | Alfonso H. Moreno                                  | 24. června 2012   | vysíláno      |
| 44           | 5         | Happily Ever After     |             | Tim Matheson     | Amy Engelberg a Wendy Engelberg                    | 1. července 2012  | vysíláno      |
| 45           | 6         | Rigged                 |             | J. Miller Tobin  | Lynne E. Litt a William N. Fordes                  | 8. července 2012  | vysíláno      |
| 46           | 7         | Crushed                |             | Michael Grossman | Josh Berman                                        | 15. července 2012 | vysíláno      |
| 47           | 8         | Road Trip              |             | Kevin Hooks      | Jeffrey Lippman                                    | 22. července 2012 | vysíláno      |
| 48           | 9         | Ashes to Ashes         |             | Michael Grossman | Rob Wright                                         | 5. srpna 2012     | vysíláno      |
| 49           | 10        | Lady Parts             |             | Robert J. Wilson | Alfonso H. Moreno a Lynne E. Litt                  | 12. srpna 2012    | vysíláno      |
| 50           | 11        | Family Matters         |             | Augie Hess       | Amy Engelberg, Wendy Engelberg a William N. Fordes | 19. srpna 2012    | vysíláno      |
| 51           | 12        | Picks & Pakes          |             | Jamie Babbit     | Joshua V. Gilbert a Oscar Balderrama               | 26. srpna 2012    | vysíláno      |
| 52           | 13        | Jane's Getting Married |             | Michael Grossman | Josh Berman a Jeffrey Lippman                      | 9. září 2012      | vysíláno      |

### Pátá řada (2013)
| Č. v seriálu | Č. v řadě | Původní název          | Český název | Režie            | Scénář                            | Premiéra v USA    | Premiéra v ČR |
| ------------ | --------- | ---------------------- | ----------- | ---------------- | --------------------------------- | ----------------- | ------------- |
| 53           | 1         | Back from the Dead     |             | Robert J. Wilson | Josh Berman                       | 23. června 2013   | vysíláno      |
| 54           | 2         | The Real Jane          |             | Michael Grossman | Josh Berman                       | 30. června 2013   | vysíláno      |
| 55           | 3         | Surrogates             |             | J. Miller Tobin  | Jeffrey Lippman a David Feige     | 7. července 2013  | vysíláno      |
| 56           | 4         | Cheaters               |             | David Grossman   | Amy Engelberg a Wendy Engelberg   | 14. července 2013 | vysíláno      |
| 57           | 5         | Secret Lives           |             | Michael Grossman | Marty Scott                       | 21. července 2013 | vysíláno      |
| 58           | 6         | Fool for Love          |             | Michael Grossman | Steve Lichtman                    | 28. července 2013 | vysíláno      |
| 59           | 7         | Missed Congeniality    |             | Bethany Rooney   | David Feige a Jeffrey Lippman     | 4. srpna 2013     | vysíláno      |
| 60           | 8         | 50 Shades of Grayson   |             | Michael Grossman | Josh Berman a Marty Scott         | 11. srpna 2013    | vysíláno      |
| 61           | 9         | Trust Me               |             | Michael Grossman | Zac Hug                           | 6. října 2013     | vysíláno      |
| 62           | 10        | The Kiss               |             | Jamie Babbit     | Amy Engelberg a David Feige       | 13. října 2013    | vysíláno      |
| 63           | 11        | One Shot               |             | Dwight Little    | Wendy Engelberg a Jeffrey Lippman | 20. října 2013    | vysíláno      |
| 64           | 12        | Guess Who's Coming     |             | Michael Grossman | Eric Buchman                      | 27. října 2013    | vysíláno      |
| 65           | 13        | Jane's Secret Revealed |             | Robert J. Wilson | Josh Berman                       | 3. listopadu 2013 | vysíláno      |

### Šestá řada (2014)
| Č. v seriálu | Č. v řadě | Původní název        | Český název | Režie            | Scénář                            | Premiéra v USA  | Premiéra v ČR |
| ------------ | --------- | -------------------- | ----------- | ---------------- | --------------------------------- | --------------- | ------------- |
| 66           | 1         | Truth & Consequences |             | Robert J. Wilson | Josh Berman                       | 23. března 2014 | vysíláno      |
| 67           | 2         | Soulmates?           |             | Michael Grossman | Amy Engelberg a David Feige       | 23. března 2014 | vysíláno      |
| 68           | 3         | First Date           |             | Robert J. Wilson | Jeffrey Lippman a Wendy Engelberg | 30. března 2014 | vysíláno      |
| 69           | 4         | Life & Death         |             | Michael Grossman | Josh Berman a Marty Scott         | 6. dubna 2014   | vysíláno      |
| 70           | 5         | Cheers & Jeers       |             | Robert J. Wilson | Jeffrey Lippman a David Feige     | 13. dubna 2014  | vysíláno      |
| 71           | 6         | Desperate Housewife  |             | Michael Grossman | Amy Engelberg a Wendy Engelberg   | 27. dubna 2014  | vysíláno      |
| 72           | 7         | Sister Act           |             | Robert J. Wilson | Josh Berman a Marty Scott         | 4. května 2014  | vysíláno      |
| 73           | 8         | Identity Crisis      |             | Robert J. Wilson | David Feige a Amy Engelberg       | 11. května 2014 | vysíláno      |
| 74           | 9         | Hope and Glory       |             | Bethany Rooney   | Jeffrey Lippman a Wendy Engelberg | 18. května 2014 | vysíláno      |
| 75           | 10        | No Return            |             | Michael Grossman | Josh Berman a Marty Scott         | 1. června 2014  | vysíláno      |
| 76           | 11        | Afterlife            |             | Dwight Little    | Marty Scott a Tyler Dinucci       | 8. června 2014  | vysíláno      |
| 77           | 12        | Hero                 |             | J. Miller Tobin  | Eric Buchman                      | 15. června 2014 | vysíláno      |
| 78           | 13        | It Had To Be You     |             | Robert J. Wilson | Josh Berman                       | 22. června 2014 | vysíláno      |